# 沙崙海水浴場
25°11′20.03″N 121°24′58.31″E / 25.1888972°N 121.4161972°E

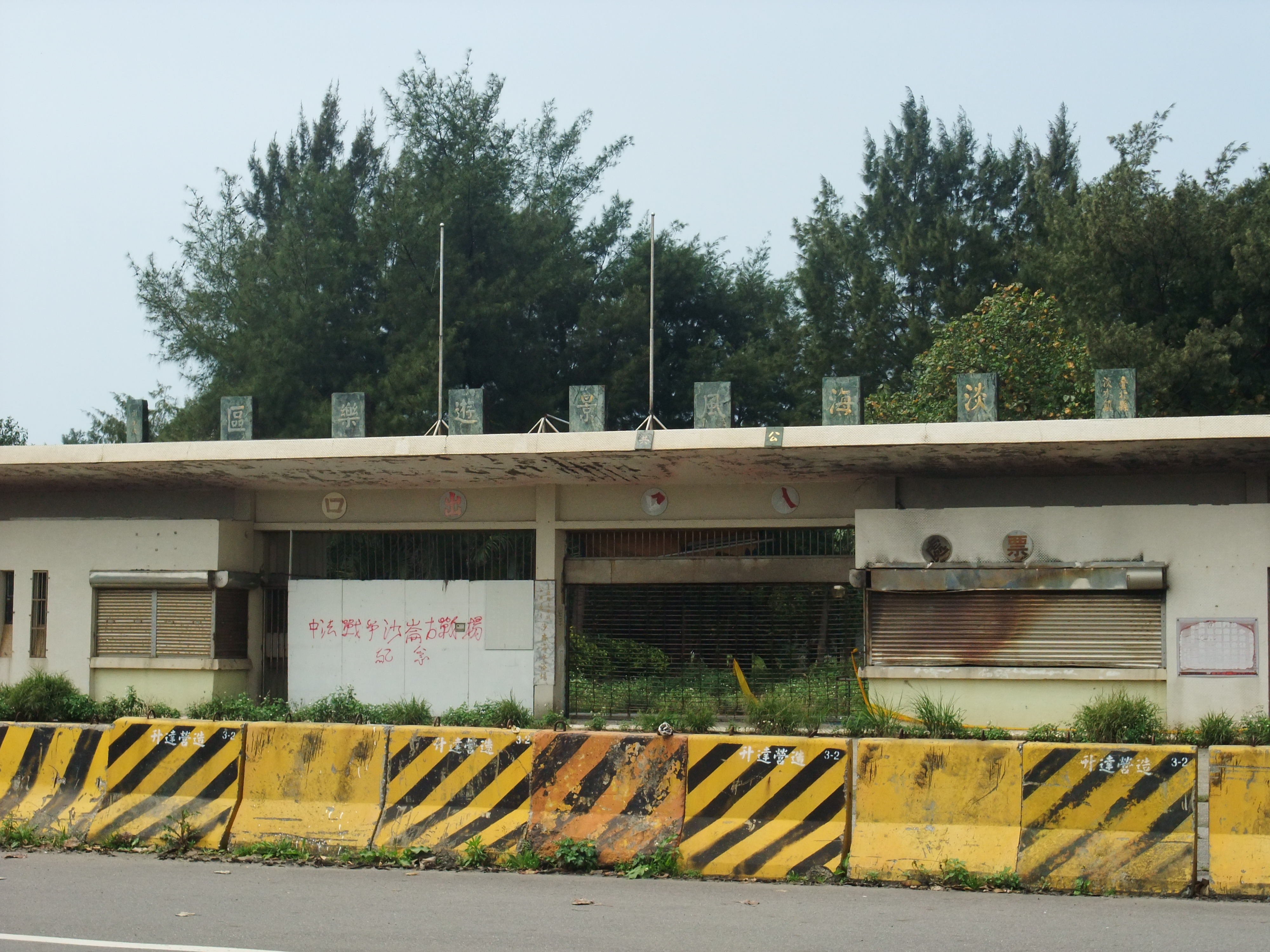
原沙崙海水浴場大門

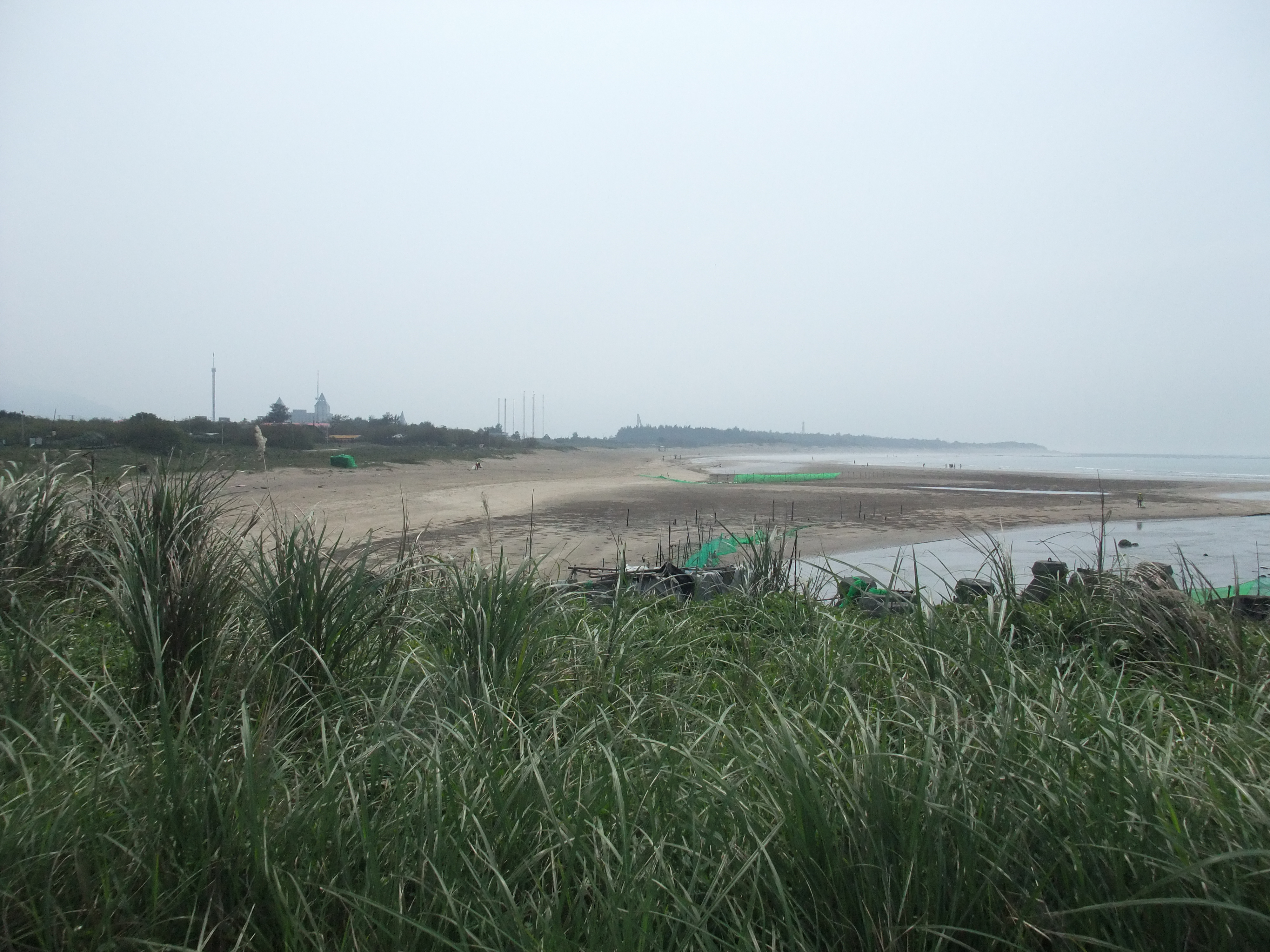
遠望沙崙海水浴場

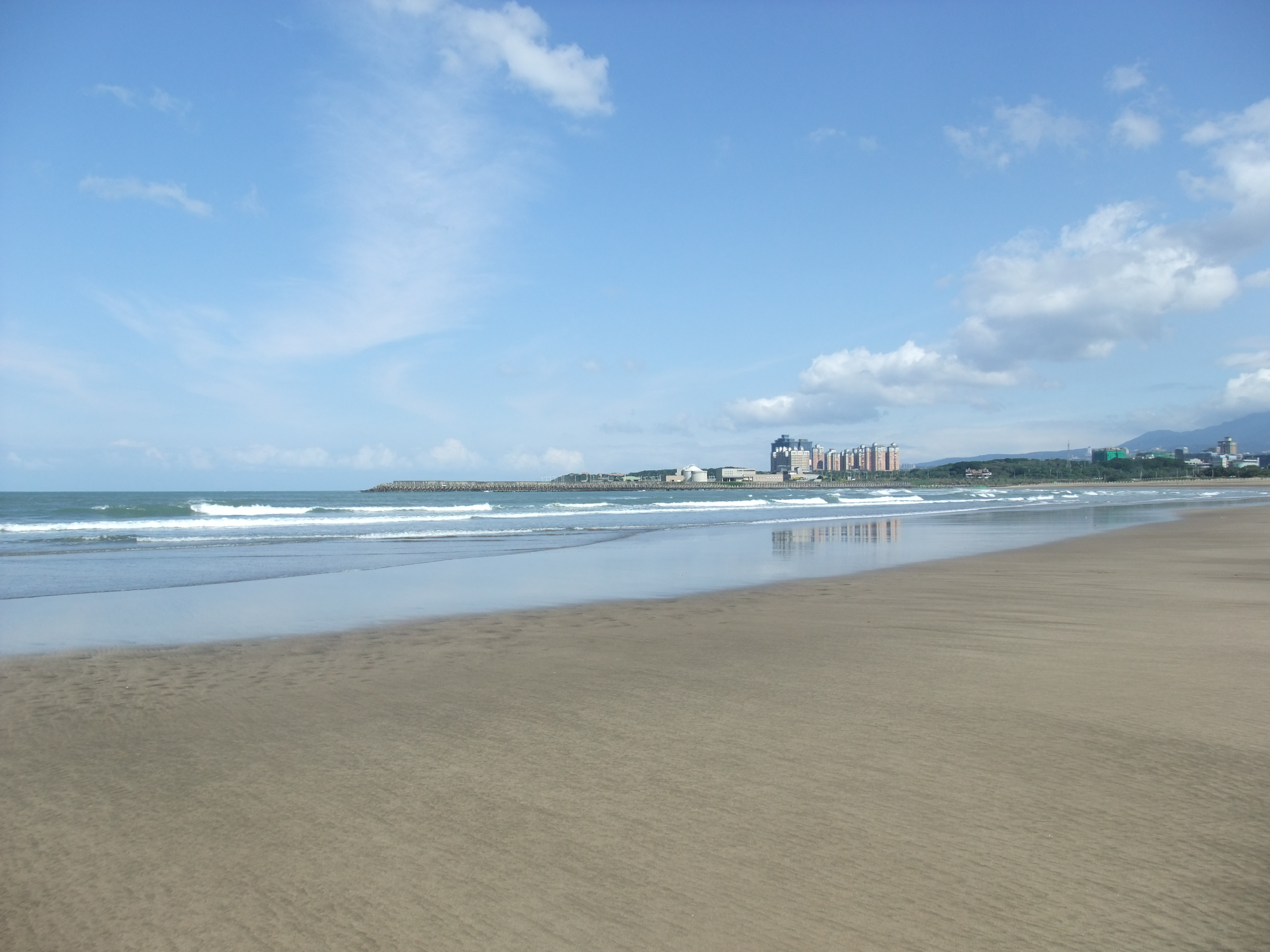
沙崙海水浴場與淡海新市鎮

沙崙海水浴場、沙崙海灘，是位於台灣新北市淡水區沙崙子、淡水河出海口東岸的廢棄海水浴場，位于淡水漁人碼頭與淡海新市鎮之間，為總面積六公頃的金黃色沙灘。

## 前身
昔日為鯊魚、綠蠵龜出沒地。早年的淡水河未受污染，河口的漁產豐富，臺北盆地又會漂流出家禽、家畜屍體，誘使許多鯊魚順著漲潮進入河內覓食，退潮時鯊魚再順水湧向沙崙附近海域。
沙灘也是滬尾登陸戰的殺戮戰場。1884年法軍砲轟淡水、夷平沙崙、中崙和油車口砲台，10月8日10點法軍由此登陸進攻。清軍在劉銘傳、孫開華等人領導下，在沙崙沿岸築起土堤及碉堡做為城岸，淡水居民據壘死守，與法軍展開血戰。

## 沿革
日治時期創設的海水浴場，位於淡水郡淡水街沙崙子，1919年7月創設，原為民營，1922年改為街營，開放時間為每年六月到九月，接駁方式有火車淡水驛及自動車運輸。1937年設備有：跳水臺、岸邊鞦韆、休憩所（1919，免費）、洗淨用井（1919）、公設兩層樓宿泊休憩所（付費），另有私設宿泊所、休憩所。可租借釣船、漁具。中華民國接管臺灣後，1948年由臺沁旅行社建設飯店、更衣室與沖洗室，到1950年關閉。1959年由淡水區公所與臺灣省公路局合作經營，命名為沙崙海水浴場。1959年至1964年由聯勤福利總處接辦招待國軍官兵。
1966年發生鲨鱼噬人事件，一度關閉。
1976年由淡水鎮公所以公共造產事業方式重新申請開放，頗受好評。
最風光時單日能創新台幣50萬門票收入，後因經營不善、水質不佳、海域暗藏激流、租金太高而停止營業。
1999年蘇貞昌任內關閉荒廢後，仍有不少民眾偷偷潛入戲水，造成死傷，也有旅客在騎馬、拍婚紗。夏日時，風箏衝浪愛好者也會此活動。因廢棄地上物並未拆除，缺人管理，此處成為天體營、不肖份子聚集地、兇殺屍體偷埋處、自殺點。
2001年中華民國海軍兩艘飛彈快艇擱淺於沙崙海水浴場海岸。
因溺斃事件頻傳，2006年被列為台灣十大危險海域。2012年7月，新北市府經濟發展局決定加快腳步，拆除岸邊舊建築物、棚架，先行整地後再變更都市計畫使用範圍，將該處打造成「淡水沙崙文化創意產業園區」。但被當地人批評先斬後奏，古蹟恐有湮滅、破壞之虞。
變更用地使用範圍，產業從五項放寬至十六項，另海水浴場的停車場用地也可能增加商業設施，打造占地4.89公頃的園區。
2013年動工、2020年通車的淡海輕軌藍海線，也設有沙崙站，便捷周邊交通。
2020年7月，財政部國產署及新北政府主辦「淡水沙崙園區暨停車場用地招商案」招商，基地座落淡水區望高樓段520-2地號等13筆土地及540地號等19筆土地；基地面積，共計3.68公頃，分別為沙崙文創特區面積2.55公頃，開發內容為視覺藝術、音樂及表演藝術、文化資產應用及展演設施、工藝、創意生活等；停車場用地面積1.13公頃。2021年2月，由南山人壽得標，並於2023年9月19日開工，預定2026年開幕營運。另南山人壽已認養負責沙崙海灘保護區之環境整潔美化與維護。

## 生態
在退潮時可以在沙灘與礫石之間觀察螃蟹。